# Sân bay Sundsvall-Timrå
Sân bay Sundsvall-Tỉmå (IATA: SDL, ICAO: ESNN) là một sân bay nằm cách 21 km về phía bắc thành phố Sundsvall và 32 km về phía nam thành phố Härnösand, Thụy Điển.
Sân bay Sundsvall-Härnösand là sân bay tấp nập thứ 4 ở Norrland và tấp nập thứ 11 quốc gia này. Năm 2007, đã có 315.581 lượt khách quốc tế và 20.764 lượt khách nội địa thông qua sân bay này. Các chuyến bay thuê bao nối sân bay này với Thổ Nhĩ Kỳ, Gran Canaria, Crete, Mallorca và Bulgaria.

## Các hãng hàng không và các tuyến điểm
- Direktflyg (Luleå)
- Scandinavian Airlines (Stockholm-Arlanda)
- Skyways Express (Gothenburg-Landvetter, Helsinki [từ ngày 14 tháng 1 năm 2008])
- Sundsvallsflyg (Stockholm-Bromma, Visby)